# Foxfire (Carolina del Nord)
Foxfire és una població dels Estats Units a l'estat de Carolina del Nord. Segons el cens del 2000 tenia 474 habitants.

## Demografia
Segons el cens del 2000, Foxfire tenia 474 habitants, 222 habitatges i 172 famílies. La densitat de població era de 63,8 habitants per km².
Dels 222 habitatges en un 12,2% hi vivien nens de menys de 18 anys, en un 73,9% hi vivien parelles casades, en un 2,3% dones solteres, i en un 22,1% no eren unitats familiars. En el 19,8% dels habitatges hi vivien persones soles l'11,7% de les quals corresponia a persones de 65 anys o més que vivien soles. El nombre mitjà de persones vivint en cada habitatge era de 2,14 i el nombre mitjà de persones que vivien en cada família era de 2,4.
Per edats la població es repartia de la següent manera: un 11% tenia menys de 18 anys, un 3% entre 18 i 24, un 15,4% entre 25 i 44, un 22,8% de 45 a 60 i un 47,9% 65 anys o més.
L'edat mediana era de 64 anys. Per cada 100 dones de 18 o més anys hi havia 98,1 homes.
La renda mediana per habitatge era de 54.750 $ i la renda mediana per família de 60.625 $. Els homes tenien una renda mediana de 51.042 $ mentre que les dones 24.643 $. La renda per capita de la població era de 29.030 $. Entorn de l'1,7% de les famílies i l'1,6% de la població estaven per davall del llindar de pobresa.

## Poblacions més properes
El següent diagrama mostra les poblacions més properes.